# Centese Calcio 1991-1992
Questa pagina raccoglie le informazioni riguardanti la Centese Calcio nelle competizioni ufficiali della stagione 1991-1992.

## Rosa
| N. |                   | Ruolo | Calciatore         |
| -- | ----------------- | ----- | ------------------ |
|    | Italia (bandiera) | C     | Giovanni Archimede |
|    | Italia (bandiera) | C     | Alessandro Baiesi  |
|    | Italia (bandiera) | P     | Christian Bini     |
|    | Italia (bandiera) | P     | Fabrizio Bolognini |
|    | Italia (bandiera) | D     | Roberto Civolani   |
|    | Italia (bandiera) | C     | Federico Farolfi   |
|    | Italia (bandiera) | A     | Giuseppe Galluzzo  |
|    | Italia (bandiera) | A     | Nicola Gennaretti  |
|    | Italia (bandiera) | A     | Mirco Gubellini    |
|    | Italia (bandiera) | D     | Moreno Marchesini  |

| N. |                   | Ruolo | Calciatore         |
| -- | ----------------- | ----- | ------------------ |
|    | Italia (bandiera) | C     | Ciro Mautone       |
|    | Italia (bandiera) | D     | Marco Orsi         |
|    | Italia (bandiera) | A     | Massimo Pedriali   |
|    | Italia (bandiera) | A     | Alessandro Porcino |
|    | Italia (bandiera) | C     | Gianluca Ricci     |
|    | Italia (bandiera) | A     | Ignazio Russo      |
|    | Italia (bandiera) | D     | Luigi Sottana      |
|    | Italia (bandiera) | C     | Matteo Superbi     |
|    | Italia (bandiera) | C     | Fabio Tricarico    |